# Agnieszka Baranowska
Agnieszka Baranowska (ur. 16 kwietnia 1819 w Gostkowie pod Łęczycą, zm. w 1890 w Poznaniu) – polska dramaturg, poetka.

## Życiorys
Urodzona w ziemiańskiej rodzinie Lipskich. Od 1825 zamieszkiwała w Wielkim Księstwie Poznańskim. Po śmierci męża Stanisława Baranowskiego, oficera powstania listopadowego, właściciela Marszewa sama zarządzała majątkiem. Utrzymywała kontakty z literatami-emigrantami, gościła ich w swoim dworku (Karol Baliński, Teofil Lenartowicz, Franciszek Bronisław Mickiewicz), współpracowała z przebywającym w Broniszewicach Ewarystem Estkowskim. Jej córka Aniela była żoną Edmunda Taczanowskiego. Okresowo przebywała też w Broniszewicach. Wielokrotnie firmowała imprezy kulturalne środowiska pleszewskiego (tamtejszego Kasyna i Koła Towarzyskiego), współpracując z jego animatorami: Florentynem Lisieckim, małżeństwem Zabłockich (Pleszew), Teodorem Mukułowskim (Kotlin). Uczestniczyła w wielu przedsięwzięciach charytatywnych (Towarzystwo Pomocy Naukowej dla Dziewcząt, wycieczki dla dzieci szkół pleszewskich w Marszewie), organizowała bale i imprezy kulturalne (teatr amatorski, koncerty).
Jest autorką kilku sztuk, które wystawił w Pleszewie teatr zawodowy i amatorski (najprawdopodobniej z inspiracji Stanisława Sczanieckiego z Karmina), m.in. „Starosty kościańskiego”. W opinii współczesnych uchodziła za „utalentowaną i zacną obywatelkę i matronę powiatu pleszewskiego”. Napisała wiele popularnych wierszy m.in. poświęconych A. Mickiewiczowi. Jej pióra są też dramaty „Starżowie”, „Dramat z pierwszych chwil dziejowych Polski” (1880), „Zamek w Gołuchowie” (wystawiony w 1904). Utwory swe drukowała przeważnie w prasie kobiecej („Lechu”, „Dwutygodniku dla Kobiet”), eksponując tematykę patriotyczną. W swej twórczości często wykorzystywała wątki z podań i legend wielkopolskich.